# Мека мождана опна
Мека мождана опна, која се често назива једноставно пија (лат. pia s. pia mater), деликатан је унутрашњи слој мождане овојнице, мембране које окружују мозак и кичмену мождину. Друге две менингеалне мембране су тврда и паучинаста опна. И мека и паучинаста опна су деривати нервног гребена, док је тврда изведена из ембрионалног мезодерма. Мека опна је танко влакнасто ткиво које је пропустљиво за воду и мале растворене материје. Она омогућава крвним судовима да пролазе и негују мозак. Предлаже се да периваскуларни простор између крвних судова и меке опне буде део псеудолимфатичког система за мозак (глимфатички систем). Када мека опна постане иритирана и упаљена, резултат је менингитис.

## Еволуција
Значајно повећање величине хемисфере мозга кроз еволуцију је делимично омогућено еволуцијом васкуларне меке опне, која омогућава хранљивим крвним судовима да продру дубоко у испреплетену церебралну материју, обезбеђујући неопходне хранљиве материје у овој већој нервној маси. Током живота на Земљи, нервни систем животиња је наставио да еволуира до компактније и повећане организације неурона и других ћелија нервног система. Овај процес је најочигледнији код кичмењака, а посебно код сисара код којих је повећана величина мозга генерално кондензована у мањи простор кроз присуство бразди или пукотина на површини хемисфере подељених на вијуге, што омогућава да се више површине кортикалне сиве материје постоји. Развој можданих овојница и постојање дефинисане меке опне први пут је забележен код кичмењака, а све је значајнија мембрана у мозгу сисара са већим мозгом.

## Структура
Пиа је танка, провидна, мрежаста менингеална овојница, која обухвата скоро целу површину мозга. Не постоји само на природним отворима између комора, средњег и бочног отвора. Пиа чврсто пријања уз површину мозга и лабаво се повезује са арахноидним (паучинастим) слојем. Због овог континуума, слојеви се често називају пиа арахноид или лептоменинге. Између арахноидног слоја и пиа постоји субарахноидни простор, у који хороидни плексус ослобађа и одржава цереброспиналну течност (ЦСТ). Субарахноидни простор садржи трабекуле, или фиброзне филаменте, који повезују и доносе стабилност у два слоја, омогућавајући одговарајућу заштиту и кретање протеина, електролита, јона и глукозе садржаних у ЦСТ.
Танка мембрана се састоји од влакнастог везивног ткива, које је прекривено слојем равних ћелија непропусних за течност на својој спољној површини. Мрежа крвних судова путује до мозга и кичмене мождине преплитајући се кроз мембрану пиа. Ови капилари су одговорне за исхрану мозга. Ову васкуларну мембрану држи заједно ареолно ткиво прекривено мезотелним ћелијама из деликатних нити везивног ткива које се називају арахноидне трабекуле. У периваскуларним просторима, пиа матер почиње као мезотелна облога на спољној површини, али ћелије затим бледе да би биле замењене елементима неуроглије.
Иако је пиа матер првенствено структурно слична свуда, она обухвата и нервно ткиво кичмене мождине и тече низ пукотине мождане коре у мозгу. Често се дели у две категорије, лобањски јастучић (pia mater encephali) и кичмени део (pia mater spinalis).

## Функција
Заједно са другим менингеалним мембранама, пиа функционише тако да покрива и штити централни нервни систем (ЦНС), штити крвне судове и затвара венске синусе у близини ЦНС-а, садржи цереброспиналну течност (ЦСТ) и формира преграде са лобањом. ЦСТ, пиа и други слојеви можданих овојница раде заједно као заштитни уређај за мозак, а ЦСТ се често назива четвртим слојем можданих овојница.

## Патологија
Менингитис је запаљење пиа и арахноидне опне. То је често због бактерија које су ушле у субарахноидни простор, али могу бити узроковане и вирусима, гљивицама, као и неинфективним узроцима попут одређених лекова. Верује се да је бактеријски менингитис узрокован бактеријама које улазе у централни нервни систем кроз крвоток. Молекуларни алати који би ови патогени били потребни да пређу менингеалне слојеве и крвно-мождану баријеру још нису добро схваћени. Унутар субарахноида, бактерије се размножавају и изазивају упалу од отпуштених токсина као што је водоник пероксид (H2O2). Утврђено је да ови токсини оштећују митохондрије и производе велики имуни одговор. Главобоља и менингизам су често знаци упале која се преноси преко тригеминалних сензорних нервних влакана унутар меке опне. Онемогућујући неуропсихолошки ефекти се виде код до половине преживелих бактеријског менингитиса. Истраживање како бактерије инвазију и улазе у менингеалне слојеве је следећи корак у превенцији прогресије менингитиса.
Тумор који расте из можданих овојница назива се менингиом. Већина менингиома расте из паучинасте опне ка унутра вршећи притисак на меку опну, а самим тим и на мозак или кичмену мождину. Док менингиоми чине 20% примарних тумора мозга и 12% тумора кичмене мождине, 90% ових тумора су бенигни. Менингиоми имају тенденцију да расту споро и стога се симптоми могу појавити годинама након почетног формирања тумора. Симптоми често укључују главобоље и нападе због силе коју тумор ствара на сензорним рецепторима. Доступни третмани за ове туморе укључују операцију и зрачење.